# Agonocryptus rugifrons
Agonocryptus rugifrons là một loài tò vò trong họ Ichneumonidae.